# Далтон, Филлис
Филлис Маргарет Далтон (англ. Phyllis Margaret Dalton; 16 октября 1925, Чизик, Мидлсекс — 9 января 2025, Сомерсет, Юго-Западная Англия) — британская художница по костюмам, лауреатка премий «Оскар», «BAFTA» и «Эмми», известная своей работой над фильмами, в числе которых «Лоуренс Аравийский», «Доктор Живаго», «Оливер!», «Принцесса-невеста», «Генрих V» и «Много шума из ничего».

## Карьера
Филлис Далтон училась в художественной школе, но после начала Второй мировой войны поступила во вспомогательную службу ВМС и проходила обучение в Блетчли-парк. В 1946 году она приняла участие в конкурсе журнала Vogue, что позволило ей получить работу в студии Gainsborough Studios. Она продолжила карьеру работой над фильмами «Скрудж» (1951), «Человек, который слишком много знал» (1956), «Анастасия» (1956), «Наш человек в Гаване» (1959).
Следующим этапом её деятельности стало сотрудничество с Дэвидом Лином над его фильмами «Лоуренс Аравийский» с Питером О’Тулом и Омаром Шарифом, а также «Доктор Живаго» с Омаром Шарифом и Джули Кристи в главных ролях. За работу над «Доктором Живаго» она получила свою первую премию «Оскар».
Далтон разработала костюмы для более чем сорока фильмов.
Умерла 9 января 2025 года в возрасте 99 лет.

## Избранная фильмография
- Тёмный человек / The Dark Man (1951)
- Скрудж / Scrooge (1951)
- Роб Рой, разбойник Хайленда / Rob Roy, the Highland Rogue (1953)
- К лучшему / One Good Turn (1955)
- Путешествие домой / Passage Home (1955)
- Зарак / Zarak (1956)
- Остров Солнца / Island in the Sun (1957)
- И с гордостью её пишите имя / Carve Her Name with Pride (1958)
- Джон Пол Джонс / John Paul Jones (1959)
- Наш человек в Гаване / Our Man in Havana (1959)
- Мир Сьюзи Вонг / The World of Suzie Wong (1960)
- Ярость в бухте контрабандистов / Fury at Smugglers' Bay (1961)
- Мужчина задержан / Man Detained (1961)
- Лоуренс Аравийский / Lawrence of Arabia (1962)
- Лорд Джим / Lord Jim (1965)
- Доктор Живаго / Doctor Zhivago (1965)
- Оливер! / Oliver! (1968)
- Фрагмент страха / Fragment of Fear (1970)
- Наёмный работник / The Hireling (1973)
- Послание / The Message (1976)
- Путешествие проклятых / Voyage of the Damned (1976)
- Дети вод / The Water Babies (1978)
- Неопознанный летающий чудак/Космонавт при дворе короля Артура / Unidentified Flying Oddball (1979)
- Крыло орла / Eagle’s Wing (1979)
- Воскрешение из мёртвых / The Awakening (1980)
- Зеркало треснуло / The Mirror Crack’d (1980)
- Горбун из Нотр-Дама / The Hunchback of Notre Dame (1982)
- Алый Первоцвет / The Scarlet Pimpernel (1982)
- Частное торжество / A Private Function (1984)
- Король Артур/Мерлин и меч / Merlin and the Sword (1985)
- Последние дни Паттона / The Last Days of Patton (1986)
- Принцесса-невеста / The Princess Bride (1987)
- Генрих V / Henry V (1989)
- Заговор об убийстве Гитлера / The Plot to Kill Hitler (1990)
- Умереть заново / Dead Again (1991)
- Много шума из ничего / Much Ado About Nothing (1993)

## Награды и почести
Орден Британской империи, MBE (2002).
Премия «Оскар» за лучший дизайн костюмов
- «Доктор Живаго» — победа.
- «Оливер!» — номинация.
- «Генрих V» — победа.

«Эмми» («выдающийся дизайн костюмов для ограниченного сериала или специального выпуска»)
- «Алый Первоцвет» — победа.

Премия BAFTA за лучший дизайн костюмов
- «Оливер!» — номинация.
- «Наёмный работник» — победа.
- «Генрих V» — номинация.
- «Приключения барона Мюнхгаузена» — номинация.
- «Много шума из ничего» — номинация.

Премия «Сатурн» за лучшие костюмы
- «Принцесса-невеста» — победа.